# مقاطعة نوفغورود
مقاطعة نوفغورود هي إحدى الكيانات الفدرالية في روسيا. وتحوي المدن والقرى التالية: بوروفيتشي،
،
خولم،
ماليا فيشرا،
اوكيلوفكا،
بيستوفو،
سولتسي،
ستارايا روسا،
فالداي،
فيليكي نوفغورود،

## معرض صور

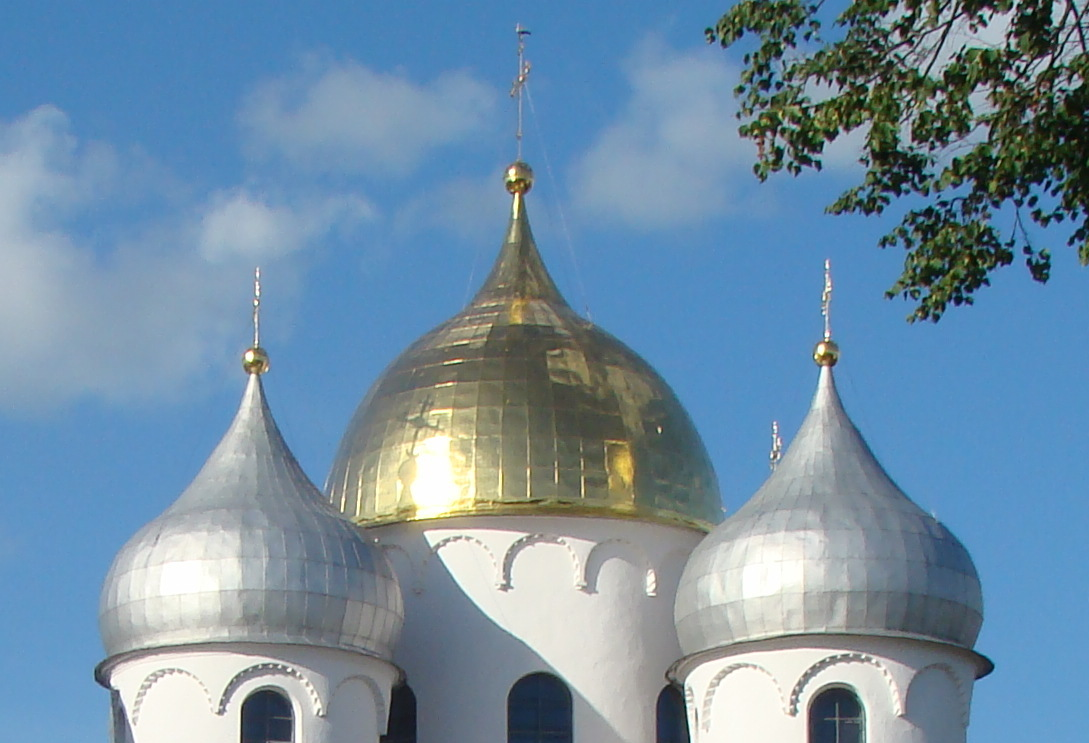
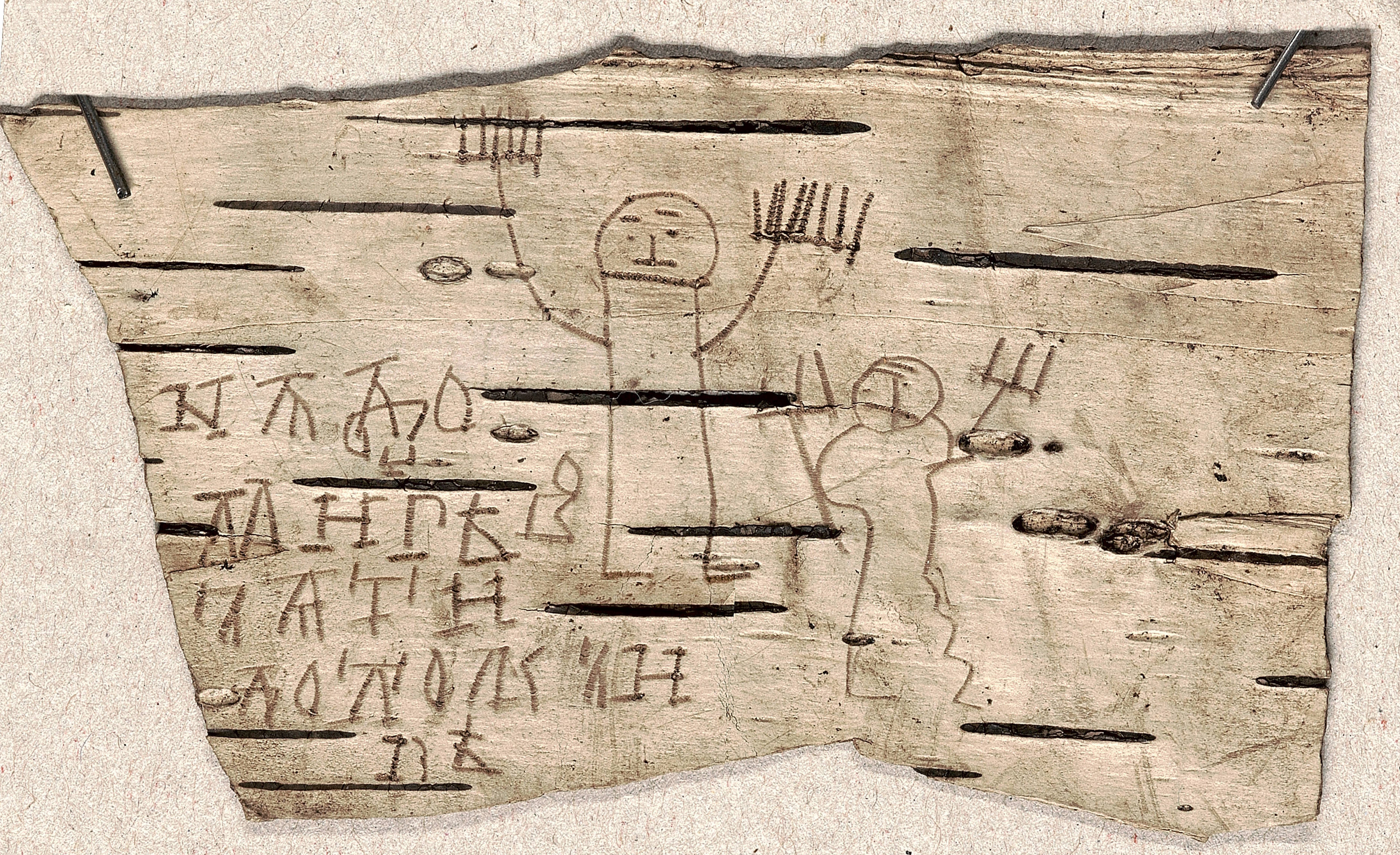
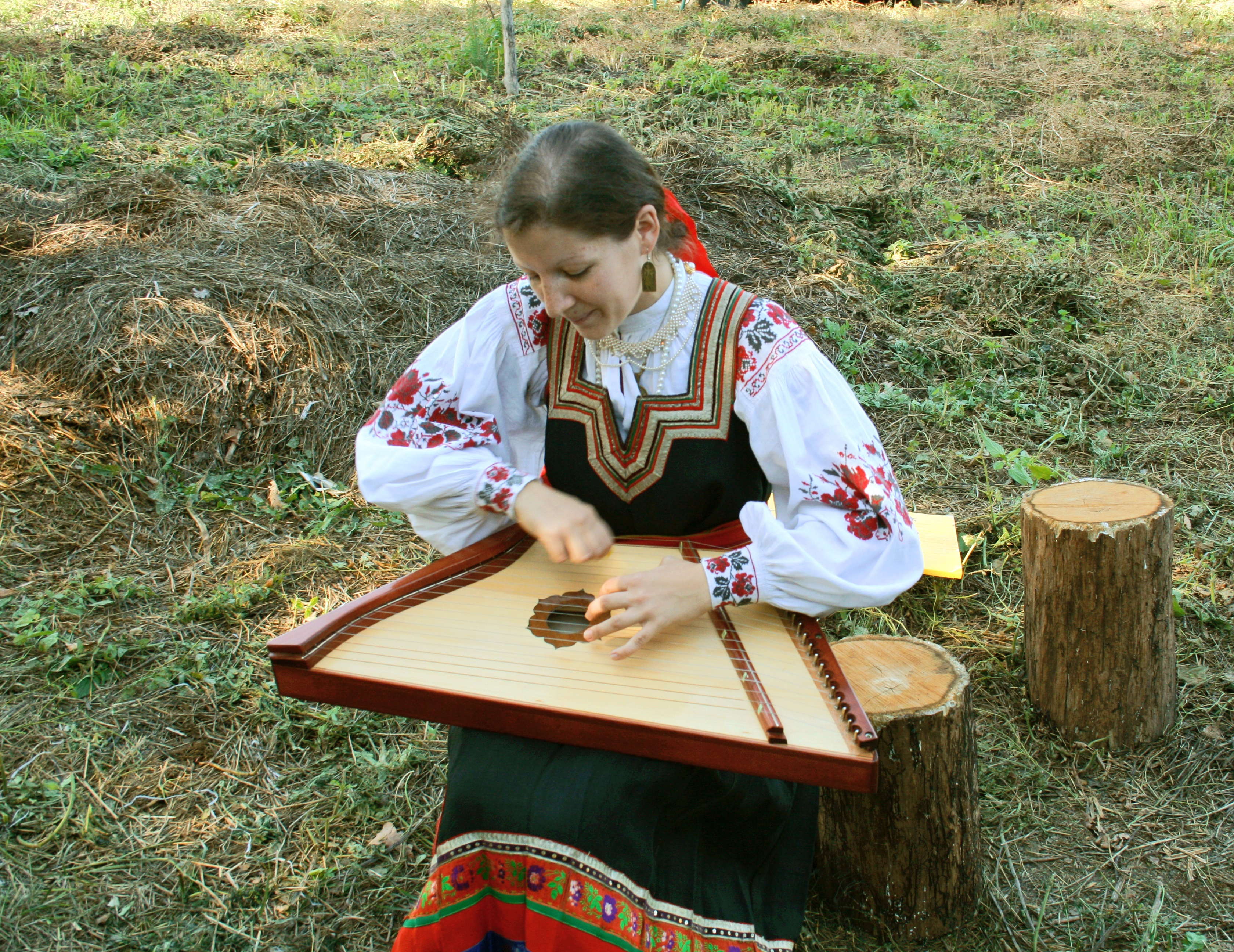
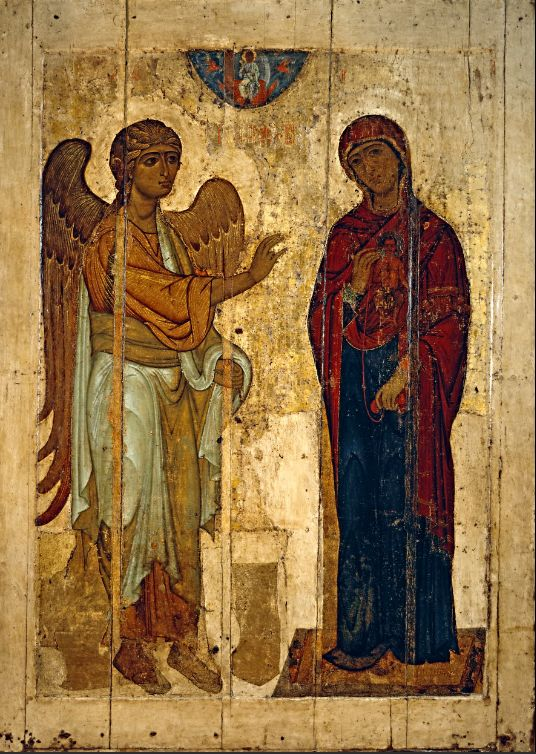
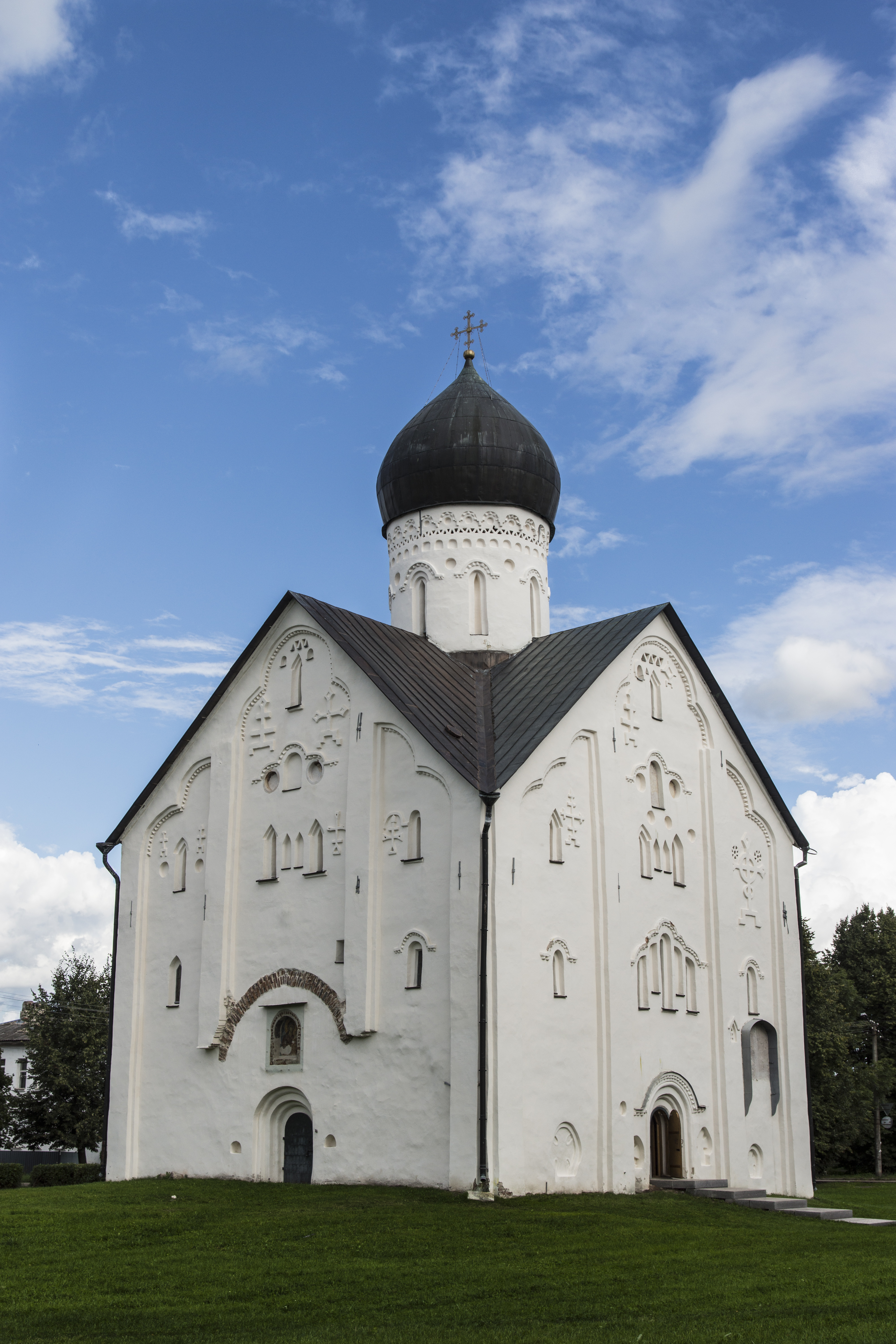